# Faramea tenuiflora
Faramea tenuiflora är en måreväxtart som beskrevs av Johannes Müller Argoviensis. Faramea tenuiflora ingår i släktet Faramea och familjen måreväxter. Inga underarter finns listade i Catalogue of Life.